# 16135 Ivarsson
16135 Ivarsson (1999 XY104) là một tiểu hành tinh vành đai chính được phát hiện ngày 9 tháng 12 năm 1999 bởi C. W. Juels ở Fountain Hills.